# Ahmed Hussen
Ahmed Hussen (somali: Axmed Xuseen) (Mogadiscio, 1976) és un advocat i activista canadenc nascut a Somàlia. El 19 d'octubre de 2015 va ser elegit diputat al Parlament del Canadà pel districte electoral de York South-Weston, a Ontario, com a militant del Partit Liberal del Canadà. El 10 de gener de 2017 va ser nomenat ministre d'Immigració, Refugiats i Ciutadania.

## Biografia
Va néixer a Somàlia i va emigrar a Canadà com a refugiat el 1993. Primer va residir a Hamilton i després es va traslladar a Toronto i, el 1996, a Regent Park. Va acabar l'escola secundària a Hamilton. Va estudiar a la Universitat de York, on es va graduar en història el 2002. El 2012 es va graduar en Dret per la Universitat d'Ottawa. Quant a la seva vida personal, és pare de tres fills.
Va començar la seva carrera en el servei públic el 2001, treballant com a voluntari de l'Assemblea Legislativa d'Ontario. Va ser contractat l'any següent com a assistent de Dalton McGuinty, el líder de l'oposició de la província, fins al novembre de 2003, quan va ser ascendit a assistent especial durant dos anys.
És l'actual president del Congrés Somali Canadenc (CSC). Sota el seu lideratge, el CSC es va associar amb el Projecte Canadenc de Pau Internacional i el Congrés Jueu Canadenc per establir el Projecte de Tutoria Somali-Jueu Canadenc. Va ser el primer projecte nacional de tutoria i desenvolupament entre una important comunitat musulmana i la comunitat jueva.
El maig de 2010 el Congrés Somali Canadenc i el Projecte Canadenc de Pau Internacional també es van associar amb la Fundació Global d'Enriquiment per llançar el Programa Somali de Beques per a Dones. Hussen exerceix com a director fundador del programa. Fins a 2012, va ser membre de la taula rodona sobre seguretat del govern de Stephen Harper. Aquesta comissió, establerta el 2005, va reunir membres de diverses comunitats culturals i funcionaris governamentals canadencs.
Des d'abril de 2013, com a advocat, s'especialitza en Dret Penal, la Llei d'immigració i refugiats i la Llei de Drets Humans en el seu estudi jurídic a Toronto.
El desembre de 2014, es va presentar com a candidat per al Partit Liberal del Canadà en el districte electoral de York South-Weston per la 42a elecció federal canadenca. Va guanyar les eleccions i es va convertir en el primer somali-canadenc triat a la Cambra dels Comuns del Canadà i posteriorment el 2017 es va convertir en el primer somali-canadenc del gabinet.